# UIMC1
UIMC1‏ (Ubiquitin interaction motif containing 1) هوَ بروتين يُشَفر بواسطة جين UIMC1 في الإنسان.